# 1957-es Formula–1 francia nagydíj
Az 1957-es Formula–1-es világbajnokság negyedik futama a francia nagydíj volt.

## Futam
A június 2-ára és 16-ára tervezett Belga és holland nagydíj elmaradt pénzügyi problémák miatt, így hathetes szünet következett a francia nagydíjig.
Rouen-ban a Fangio autózta a legjobb időt az edzésen, Behra és Musso foglalt mellette helyet az első sorban. A rajt után Behra, majd röviddel ezután Musso vezetett. Őket Fangio követte, aki a második körben Behra, a negyedikben Musso megelőzésével az élre állt. Ron Flockhart egy nagy sebességű balesetben összetörte BRM-jét, de a versenyző nem sérült meg. Miután Collins is Behra elé került, az élen nem változott a sorrend a leintésig. Fangio győzött Musso és Collins előtt. Behra Hawthorn mögé csúszott vissza, így a Lancia-Ferrarik megszerezték Fangio mögött a második, harmadik és negyedik helyet. Az amerikai Herbert MacKay-Fraser jó rajtjának köszönhetően az ötödik helyre jött fel, de az áttétel meghibásodása miatt kiesett. Néhány nappal később meghalt egy Formula–2-es versenyen Reimsben.
|    | Rsz. | Versenyző                  | Csapat        | Körök | Idő/Kiesések     | Rajthely | Pontok |
| -- | ---- | -------------------------- | ------------- | ----- | ---------------- | -------- | ------ |
| 1  | 2    | Juan Manuel Fangio         | Maserati      | 77    | 3:07'46,4        | 1        | 8      |
| 2  | 10   | Luigi Musso                | Ferrari       | 77    | +50,8            | 3        | 7      |
| 3  | 12   | Peter Collins              | Ferrari       | 77    | +2'06,0          | 5        | 4      |
| 4  | 14   | Mike Hawthorn              | Ferrari       | 76    | +1 kör           | 7        | 3      |
| 5  | 6    | Harry Schell               | Maserati      | 70    | +7 kör           | 4        | 2      |
| 6  | 4    | Jean Behra                 | Maserati      | 69    | +8 kör           | 2        |        |
| 7  | 24   | Mike MacDowel Jack Brabham | Cooper-Climax | 68    | +9 kör           | 15       |        |
| Ki | 8    | Carlos Menditéguy          | Maserati      | 30    | Motor            | 9        |        |
| Ki | 18   | Stuart Lewis-Evans         | Vanwall       | 30    | Kormányszerkezet | 10       |        |
| Ki | 20   | Roy Salvadori              | Vanwall       | 25    | Motor            | 6        |        |
| Ki | 28   | Herbert MacKay-Fraser      | BRM           | 24    | Váltó/erőátvitel | 12       |        |
| Ki | 16   | Maurice Trintignant        | Ferrari       | 23    | Elektromos hiba  | 8        |        |
| Ki | 22   | Jack Brabham               | Cooper-Climax | 4     | Baleset          | 13       |        |
| Ki | 30   | Horace Gould               | Maserati      | 4     | Féltengely       | 14       |        |
| Ki | 26   | Ron Flockhart              | BRM           | 2     | Baleset          | 11       |        |

### Statisztikák
- Juan Manuel Fangio 23. győzelme (R), 26. pole-pozíciója (R). Luigi Musso egyetlen leggyorsabb köre.
- Maserati 8. győzelme

Vezető helyen:
- Luigi Musso: 3 kör (1-3)
- Juan Manuel Fangio: 74 kör (4-77)